# Archiwum Państwowe w Rzeszowie

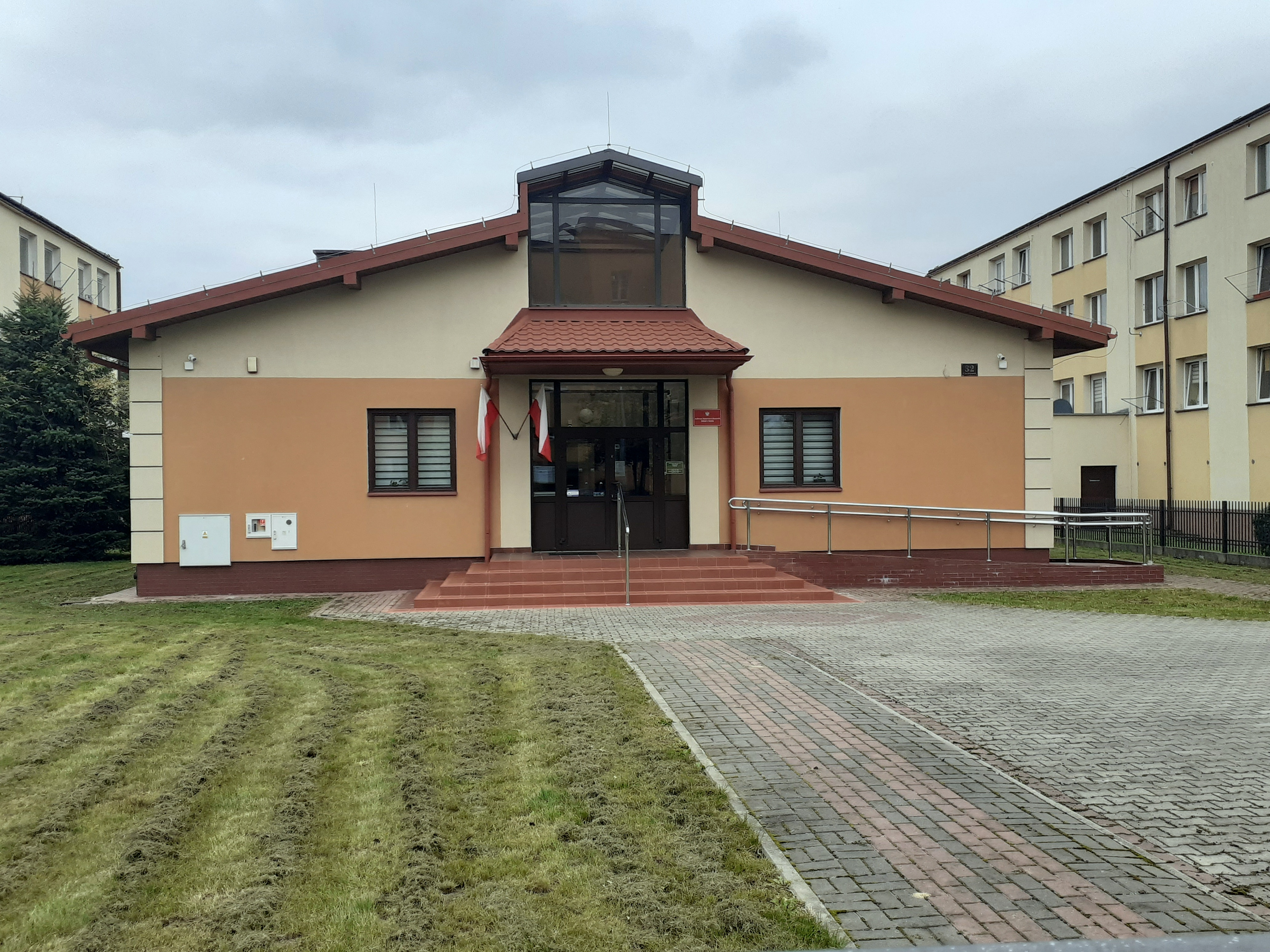
Oddział Archiwum w Sanoku

Archiwum Państwowe w Rzeszowie – zostało utworzone w 1950 roku jako Wojewódzkie Archiwum Państwowe w Rzeszowie.

## Historia
Archiwum Państwowe w Rzeszowie zostało utworzone 10 listopada 1950 roku, zarządzeniem Ministra Oświaty. Na początku były trudności lokalowe, bo archiwum umieszczono na strychu ratusza, a dopiero w 1951 roku przydzielono pierwszy etat pracownika. Nowa placówka przejęła pierwsze akta z Prezydium Miejskiej Rady Narodowej w Rzeszowie (Archiwalia Zarządu Miejskiego z lat 1832-1944).
Z powodu trudności lokalowych decyzją Naczelnego Dyrektora Archiwów Państwowych, 30 września 1952 roku, tymczasowo siedziba Wojewódzkiego Archiwum Państwowego w Rzeszowie została przeniesiona do Przemyśla, a archiwum w Rzeszowie przekształcono w Powiatowe Archiwum Państwowe (29 grudnia 1952 roku przemianowane na Oddział Terenowy).
W 1952 roku utworzono Powiatowe Archiwum Państwowe w Jaśle (Oddział Terenowy dla powiatów: jasielskiego, gorlickiego, krośnieńskiego i strzyżowskiego). W 1954 roku Oddziałowi Terenowemu w Rzeszowie przydzielono Miasto Rzeszów oraz powiaty: kolbuszowski, rzeszowski i łańcucki.
W 1954 roku utworzono Powiatowe Archiwum Państwowe w Sanoku (Oddział Terenowy dla powiatów: sanockiego, brzozowskiego, leskiego i ustrzyckiego). W 1963 roku utworzono Powiatowe Archiwum Państwowe w Przeworsku (Oddział Terenowy dla powiatów: przeworskiego, leżajskiego i niskiego). Natomiast Wojewódzkiemu Archiwum Państwowemu w Przemyślu, przydzielono powiaty: przemyski, jarosławski i lubaczowski.
Archiwum w Rzeszowie otrzymało budynek synagogi, który w latach 1958-1961 zaadaptowano na siedzibę archiwum. 23 grudnia 1970 roku Wojewódzkie Archiwum Państwowe zostało z powrotem przeniesione do Rzeszowa, a w Przemyślu utworzono Oddział Terenowy. W 1971 roku określono zadania i organizację archiwum. W 1975 roku powstały nowe województwa: rzeszowskie, przemyskie, krośnieńskie i tarnobrzeskie.
W 1976 roku powstały: Wojewódzkie Archiwum Państwowe w Przemyślu i Wojewódzkie Archiwum Państwowe w Tarnobrzegu z siedzibą w Sandomierzu. 30 marca 1989 roku powołano Ośrodek Badań Historii Żydów. W 1984 roku została zmieniona nazwa na Archiwum Państwowe w Rzeszowie. W 1990 roku Oddział Terenowy w Jaśle został przeniesiony do Skołyszyna. W 1999 roku Gmina Żydowska w Krakowie odzyskała synagogę (archiwum mogło jeszcze pozostać na pewien czas w budynku synagogi). 15 listopada 2016 roku otwarto nowo wybudowaną siedzibę archiwum.
Dyrektorzy archiwum:
1971–1979. dr Tadeusz Bieda.
1979–1990. Adam Szela.
1990–1993. dr Tadeusz Bieda.
1993–2019. dr Jan Basta.
2020– nadal Paweł Dudek.